# Más allá de las nubes
Más allá de las nubes es una película francesa-italiana-alemana dramática de 1995 dirigida por Michelangelo Antonioni y Wim Wenders.

## Sinopsis
Cuatro historias de amor, rodada cada una en una ciudad diferente.

## Reparto
- John Malkovich: El director
- Sophie Marceau: La hija
- Fanny Ardant: Patricia
- Irène Jacob: La hija
- Vincent Pérez: Niccolo
- Jean Reno: Carlo
- Chiara Caselli: el amante
- Kim Rossi Stuart: Silvano
- Inés Sastre: Carmen
- Peter Weller: El mardo
- Marcello Mastroianni
- Jeanne Moreau: Una amiga
- Enrica Antonioni: La gerenta de la tienda

## Producción
Los fragmentos Your Blue Room y Beach Sequence fueron compuestos por U2 y lanzados en su álbum Original Soundtracks 1, realizado a través del proyecto de banda The Passengers.

## Premios
- Premi FIPRESCI, en el Festival Internacional de Cine de Venècia, 1995.
- Premio David di Donatello a la mejor fotografía en 1996.